# Fiães do Rio
Fiães do Rio is een plaats (freguesia) in de Portugese gemeente Montalegre en telt 104 inwoners (2001).